# Потоси (Колумбия)
Потоси (исп. Potosí) — город и муниципалитет на юго-западе Колумбии, на территории департамента Нариньо. Входит в состав провинции Обандо.

## История
Муниципалитет Потоси был выделен в отдельную административную единицу 9 мая 1903 года.

## Географическое положение

Муниципалитет Потоси

Город расположен в юго-восточной части департамента, в горной местности Центральной Кордильеры, на расстоянии приблизительно 51 километра к юго-западу от города Пасто, административного центра департамента. Абсолютная высота — 2742 метра над уровнем моря.
Муниципалитет Потоси граничит на севере с территорией муниципалитета Кордова, на западе и юге — с муниципалитетом Ипьялес, на востоке — с территорией департамента Путумайо. Площадь муниципалитета составляет 397 км².

## Население
По данным Национального административного департамента статистики Колумбии, совокупная численность населения города и муниципалитета в 2015 году составляла 12 137 человек.
Динамика численности населения муниципалитета по годам:
| 2005   | 2006   | 2007   | 2008   | 2009   | 2010   | 2011   | 2012   | 2013   | 2014   | 2015   |
| ------ | ------ | ------ | ------ | ------ | ------ | ------ | ------ | ------ | ------ | ------ |
| 13 152 | 13 054 | 12 952 | 12 845 | 12 733 | 12 616 | 12 527 | 12 425 | 12 332 | 12 237 | 12 137 |

Согласно данным переписи 2005 года мужчины составляли 50,1 % от населения Потоси, женщины — соответственно 49,9 %. В расовом отношении белые и метисы составляли 84,2 % от населения города; индейцы — 15,8 %.
Уровень грамотности среди всего населения составлял 90,6 %.

## Экономика
Основу экономики Потоси составляет сельское хозяйство.
72,6 % от общего числа городских и муниципальных предприятий составляют предприятия торговой сферы, 20,2 % — предприятия сферы обслуживания, 3,2 % — промышленные предприятия, 4 % — предприятия иных отраслей экономики.